# Дуб португальский
Дуб португальский (лат. Quercus faginea) — вид рода Дуб семейства Буковые (Fagaceae).

## Распространение
Распространён в западном Средиземноморье, на Пиренейском полуострове и Балеарских островах.
В Атласских горах встречаются подобные деревья, их иногда рассматривают как отдельный вид — Quercus tlemcenensis.

## Описание
Дуб португальский — лиственное дерево, растущее до 20 м в высоту. Ствол с серо-коричневой корой имеет ширину 80 см. Зубчатые листья 4-10 см длиной и около 2 см шириной. Окраска листьев колеблется от тёмно-зелёного до серо-зелёного. Цветёт в марте-апреле. Листопад, как правило, происходит в середине или конце зимы. Жёлуди продолговато-яйцевидные, 2-2,5 см длинной. Португальский дуб живёт до 600 лет.

## Использование
Растение используется для заготовки дров и для строительства. Желудями кормят свиней.
Иногда этот вид дуба используют как декоративное растение.